# Jota Missias
Jota Missias (Diogo de Vasconcelos, 10 de maio de 1958 – Ouro Preto, 14 de março de 2021), foi um radialista, locutor, apresentador e jornalista esportivo. Atuou em diferentes rádios na Região dos Inconfidentes (nos municípios de Mariana, Ouro Preto e Itabirito, como nas rádios Itatiaia Ouro Preto, Rádio Visão FM e Rádio Mariana FM. Pela Itatiaia Ouro Preto, atuou como repórter de campo cobrindo competições regionais e nacionais nos estádios Mineirão, Maracanã, Morumbi e Pacaembu, entre outros. Fez reportagens em jogos do Atlético, Cruzeiro e América, dos campeonatos Mineiro e Brasileiro e também da Seleção Brasileira. Ainda atuou como apresentador e locutor esportivo na TV Top Cultura em Ouro Preto. Com mais de 30 anos de profissão, Jota Missias era o maior comunicador da Região dos Inconfidentes, recebendo premiações de destaque pelo seu trabalho.  .
Jota Missias, acumulou diversos prêmios regionais, destacando-se na cobertura esportiva como por exemplo, o troféu Paulo Munheca (reconhecimento pelo seu trabalho jornalístico esportivo), troféu de destaque esportivo, entre outros. Também, foi o único radialista esportivo da região dos inconfidentes com biografia incluída na Enciclopédia do Rádio Esportivo Mineiro  . Entretanto, mesmo não possuindo formação acadêmica em jornalismo ou comunicação, aprendeu na prática e com a sua paixão pela profissão a arte de comunicar para o mineiro do interior, fazendo uso de um carisma, e de um linguajar simples e divertido. Jota, também concedeu diversas entrevistas para as turmas do até então recém-criado curso de jornalismo da Universidade Federal de Ouro Preto (UFOP), curso que teve início em 2008.

## Biografia
Durante a sua infância, entre sete e oito anos de idade, Jota Missias anunciava os amigos nas rodas de modas de viola, uma brincadeira que mais tarde definiria a sua paixão profissional: trabalhar como locutor de rádio. Aos doze anos já anunciava leilões, utilizando a mudança de vozes para atrair a população local, um artifício que posteriormente se tornaria a sua marca registrada nas ondas do rádio. Aos 17 anos foi estudar em Ponte Nova onde frequentou aulas de teatro. Com as habilidades adquiridas, Jota, mais tarde as aplicaria na criação e elaboração de seus personagens no rádio para entreter seus ouvintes durante às manhãs dos dias de semana. Na mesma cidade realizou o seu primeiro teste de rádio na Rádio Sociedade AM, porém foi reprovado. Sua primeira oportunidade no rádio apareceu somente em março de 1982, quando foi contratado pela Rádio Ouro Preto, atual Itatiaia Ouro Preto, onde passou a produzir e apresentar o programa Rádio Esportes Local.
Sua primeira cobertura esportiva aconteceu somente em 1982 na Copa Januário Carneiro disputada entre as seleções locais de Ouro Preto, Mariana, e Itabirito. No mesmo ano, teve a oportunidade de apresentar o programa sertanejo na mesma emissora, cobrindo férias do então apresentador. Desde então, Jota Missias não deixou o cargo de locutor de rádio, seguindo o gênero sertanejo em seus programas de rádio líderes de audiência por todos os anos seguintes em que trabalharia no rádio, em paralelo às coberturas esportivas. Ainda na Itatiaia Ouro Preto, ele atuou como repórter de campo cobrindo competições em nível municipal, estadual e nacional em estádios como Mineirão, Maracanã, Morumbi e Pacaembu, entre outros. Fez reportagens em jogos do Atlético, Cruzeiro e América, dos campeonatos Mineiro e Brasileiro e também da Seleção Brasileira .

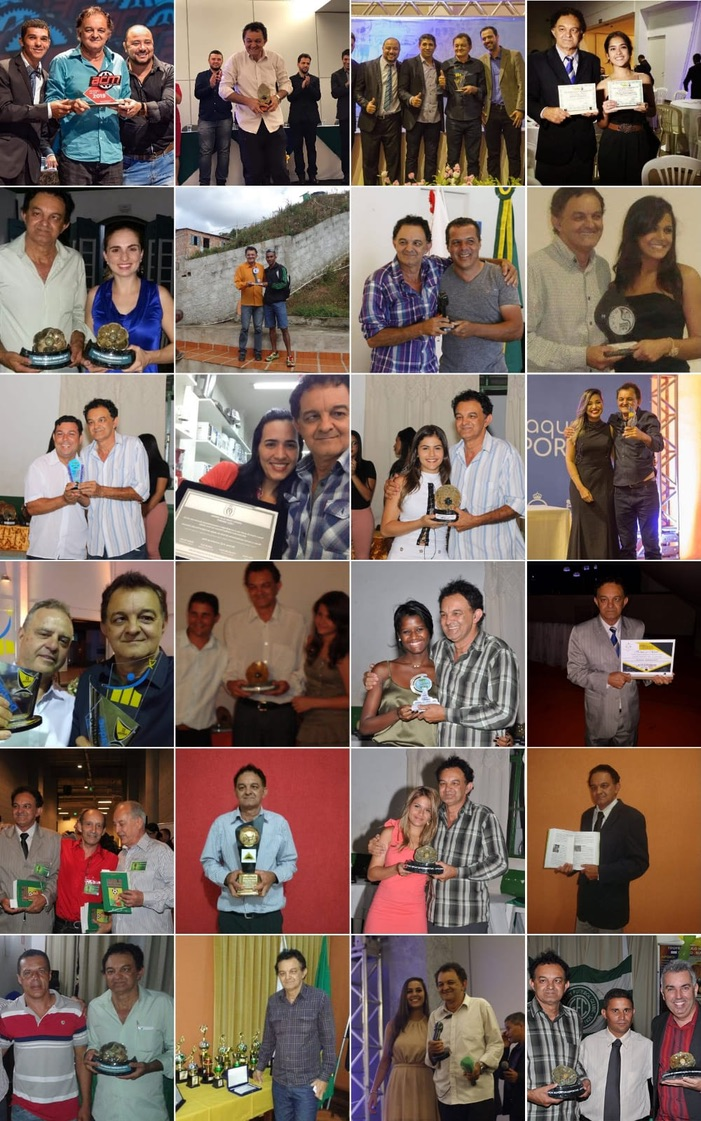
Jota Missias recebeu diversos prêmios nas categorias de melhor jornalista esportivo, melhor comentarista esportivo, e destaques esportivos do ano na Região dos Inconfidentes que compreende as cidades de Mariana, Ouro Preto, e Itabirito MG.

Em 1994, Jota voltou à Ponte Nova para comandar e apresentar o programa Visão do Esporte na Rádio Visão FM. Já em 1997, mudou-se com sua esposa e os 3 filhos para a cidade Mariana onde começou a trabalhar na Rádio Mariana FM. Lá, seguiu divertindo seus ouvintes com seu carisma e linguajar simples durante a apresentação do Programa da Alegria. Tratava-se de um programa de rádio sertanejo líder de audiência comandado ao vivo nas madrugadas de segunda à sexta das 05:00 às 08:00 da manhã. Também na mesma emissora, ele comandava coberturas esportivas a nível regional, estadual e nacional, além de produzir e apresentar o programa Meio de Campo até meados de 2010.
Um dos seus principais bordões, o "caiu mais um pauzinho!", era utilizado para dar a hora certa quando apresentava os programas no final da madrugada e no início da manhã. Esse bordão surgiu ainda quando Jota recém começou a sua estreia no rádio em Ouro Preto. Ao anunciar o horário, durante um de seus programas ao vivo, algum objeto caiu durante a sua fala e por isso a cada hora anunciada ele repetia desde então "caiu mais um pauzinho!", alertando aos seus ouvintes sobre o atual horário. Quanto ao seu programa ser exibido ao vivo durante as madrugadas, Jota disse:
"Esse é o horário nobre do rádio porque você acorda junto com o trabalhador que vai iniciar o turno ou faz companhia pra quem tem a dura missão de passar a madrugada acordado"
Posteriormente, atuou como locutor na Rádio Real FM em Ouro Preto. Paralelamente, a partir de 1998, atuou como apresentador do programa Top Esporte, na TV Top Cultura de Ouro Preto.
Mais tarde, Jota adotou outro bordão que também marcou a todos na cidade de Mariana. O famoso "Oi gente, aquele abraço! Eu sou o Jota Missias mas pode me chamar de amigo!".
Durante a sua carreira profissional, Jota Missias acumulou diversos prêmios regionais, destacando-se na cobertura esportiva como por exemplo, o troféu Paulo Munheca (reconhecimento pelo seu trabalho jornalístico esportivo), troféu de destaque esportivo, entre outros. Além de ser o único radialista esportivo da região dos inconfidentes com biografia incluída na Enciclopédia do Rádio Esportivo Mineiro     .
Nos últimos anos de vida, Jota estava afastado do rádio para focar em seus trabalhos nos bastidores da TV Top Cultura, aprensentando o programa Top Esporte. Lá, ele atuou como repórter, redator, jornalista, e cinegrafista. Em paralelo, ele dividia parte do seu tempo com a Prefeitura de Mariana onde integrava à equipe de Comunicação da própria prefeitura desde 2015 .
O Jota Missias continuará sendo um exemplo para todos os marianenses de que com muito esforço, garra, determinação e paixão, todos os seus objetivos profissionais podem ser alcançados. Em uma entrevista para a TV Top Cultura  quando perguntado sobre a homenagem do troféu Paulo Munheca que acabou de receber, ele disse:
"Esse prêmio tem um grande valor porque mostra que a gente está no caminho certo ao realizar o trabalho voltado para o esporte. Não só no caminho certo, como também nos obriga a trabalhar ainda mais para que no próximo a gente mereça, mais uma vez, estar aqui recebendo essa premiação". Premiação que recebeu todos os anos seguintes.

## Falecimento
Jota Missias testou positivo para COVID-19 no dia 1 de março e desde então passou a seguir as orientações médicas em casa, ao lado da sua família, em Mariana. Entre a primeira e segunda semana após a contaminação, Jota Missias procurou novamente atendimento médico na Policlínica Municipal de Mariana onde precisou de cuidados médicos, permanecendo desde então à espera de uma vaga de UTI. Diante da gravidade da doença e da superlotação das vagas de UTIs disponíveis por toda a região dos Inconfidentes, seu quadro clínico de saúde piorou e precisou de auxílio de um balão de oxigênio. No dia 11 de março, quinta-feira, ele precisou ser conectado a um aparelho de ventilação mecânica e foi transferido para o hospital de campanha em Ouro Preto. No domingo, às 04:48 horas do dia 14 de março de 2021, ele veio a óbito.
Devido aos protocolos locais de contenção da transmissão da doença, Jota foi sepultado às 12:00 do mesmo dia no cemitério Capela Interior de Cemitério localizado no distrito do município de Acaiaca, cidade em que passou a maior parte da sua infância.
Seu falecimento gerou comoção em toda a região, principalmente em Mariana, onde passou seus últimos anos de vida. Parentes, amigos e conhecidos, entre eles importantes autoridades do poder público de Mariana  e bem como jornalistas e colegas de profissão, prestaram a sua homenagem ao Jota Missias nas redes sociais, nos rádios, TVs , e jornais locais.     .
Veículos de imprensa de toda a região como a TV Top Cultura , Rádio Itatiaia Ouro Preto , entre outras, dedicaram um espaço em sua programação para realizar uma homenagem pelo trabalho realizado por Jota na região. 